# Karyenda
Karyenda – święty bęben, symbol władzy królewskiej w tradycyjnym społeczeństwie burundyjskim.
Był instrumentem o ogromnym znaczeniu politycznym. Z uwagi na swój ścisły związek z monarchą był jednocześnie symbolem jedności i harmonii społecznej królestwa. Zgodnie z przyjętym zwyczajem dekorowano go genitaliami wrogów państwa zabitych przez panującego. Przewijał się często w ceremoniach i rytuałach odprawianych na dworze królewskim. Niejednokrotnie był zresztą ich centralnym elementem. Osobę dbającą o karyendę uznawano za jego symboliczną żonę. Nosiła ona tytuł mukakaryenda i była młodą dziewczyną, od której wymagano dziewictwa. Osobę posiadającą umiejętność zarówno gry na karyendze jak i jej wytworzenia określano mianem timbo.
Instrument był strzeżony przez wojowników Hutu, zawsze wywodzących się z klanu Abijiji. Również mukakaryenda za każdym razem przynależała do Hutu. Na karyendze grano jedynie podczas umuganuro, dorocznego święta związanego z boską rolą króla jako obrońcy i opiekuna plonów. Analogiczna instytucja królewskiego świętego bębna istniała również w Rwandzie, nosząc tam nazwę karinga.
Uznawany zazwyczaj za jeden z trzech filarów monarchii burundyjskiej, obok bydła oraz kultu Kirangi. Nawiązywały doń swoją nazwą dwa ordery nadawane krótko po uniezależnieniu się Burundi od Belgii, mianowicie Królewski Order Karyendy oraz Wojskowy Order Karyendy. Oba odznaczenia zostały utworzone przez króla Mwambutsę IV 1 lipca 1962.